# De Connectie
De Connectie is een landelijk Nederlands tijdschrift over kunstmatige intelligentie voor studenten uit het vakgebied en andere geïnteresseerden. Het blad komt vier keer per jaar uit en biedt achtergrondartikelen over KI-onderwerpen en interviews met KI-gerelateerde mensen. Daarnaast houdt het zijn lezers op de hoogte van actuele ontwikkelingen in KI-onderzoek in Nederland.

## Thema's
In het tijdschrift is aandacht voor verschillende deelgebieden van de KI: informatica, psychologie, filosofie en taalkunde. Ieder nummer heeft een thema, waar op verschillende manieren invulling aan gegeven wordt. De thema's van de enkele nummers waren: 
1. Het Brein als Eureka-machine
2. Op zoek naar bewustzijn
3. 1-0
4. Schrik
5. Play
6. Doe-het-zelf
7. Hello World
8. Evolutie
9. Verbetert de wereld met AI?
10. Kijk!
11. Paranoia
12. Zoeken
13. Naamloos!
14. Raakvlakken
15. Raakvlakken II
16. 2010
17. Semantic Web
18. Game&AI
19. Mens&IT

## Geschiedenis
De Connectie is begonnen in 1992. De eerste tien jaar is het blad alleen in Utrecht uitgekomen, in 2002 werd de stap naar de rest van Nederland gewaagd. Er is toen maar één landelijk nummer uitgebracht. 

Aangezien er toch een serieus AI-blad voor studenten gemist werd, hebben drie studenten Cognitieve Kunstmatige Intelligentie van de Universiteit Utrecht in september 2004 besloten het blad opnieuw op te richten. Deze redactie is doorgegroeid een heeft tot 2010 jaarlijks meerdere edities uitgebracht, die verspreid werden over de diverse universiteiten van het land. Na het stoppen van de hoofdredacteur en het tekort aan redactieleden, was De Connectie gestopt.

Op 16 november 2012 is tijdens een NSVKI-conferentie een hoofdredacteur opgestaan die het vakblad weer nieuw leven in wilde blazen. Samen met andere geïnteresseerde aanwezigen en een aantal oude redactieleden is een overdracht op touw gezet. Vanaf 2013 kon de nieuwe redactie aan de slag.

## Bekostiging
Het blad wordt vanaf 2005 gesubsidieerd door de opleidingen Kunstmatige Intelligentie van de Universiteit Utrecht, de Vrije Universiteit Amsterdam, de Universiteit van Amsterdam, de Rijksuniversiteit Groningen en de Universiteit Maastricht.

## Reünie
Op 22 mei 2009 vierde De Connectie zijn 5-jarig bestaan.